# Греко-римский музей
Греко-римский музей — археологический музей, расположенный в Александрии, Египет.

## История
Возведенный в 1892 году, он впервые расположился в пятикомнатной квартире, внутри одного небольшого здания на Розетта-стрит (позже Авеню Канопа, в настоящее время — Хоррия).
В 1895 году музей был перенесен в другое, более крупное здание рядом с улицей Гамаля Абделя Насера. Музей содержит несколько экспонатов, датируемых греко-римской (Птолемеевской) эпохой в III веке до н. э., таких как скульптура священного быка египтян — Аписа из чёрного гранита, мумии, саркофаг, гобелены и другие предметы, показывающие греко-римскую цивилизацию в контакте с Древним Египтом.
Коллекция музея — результат пожертвований богатых александрийцев, а также раскопок, проводимых сменявшими друг друга директорами учреждения, как в самом городе, так и в его окрестностях. Некоторые предметы были получены от Организации Антиквариата в Каире и с различных раскопок, проведённых в начале века в Фаюме и Бенхасе. Музей расположен в историческом здании, на красивом неоклассическом фасаде из шести колонн и фронтоне которого находится большая греческая надпись MOYΣEION.
Музей состоит из 27 залов и красивого сада, которые знакомят с представлением о греко-римском периоде Египта.

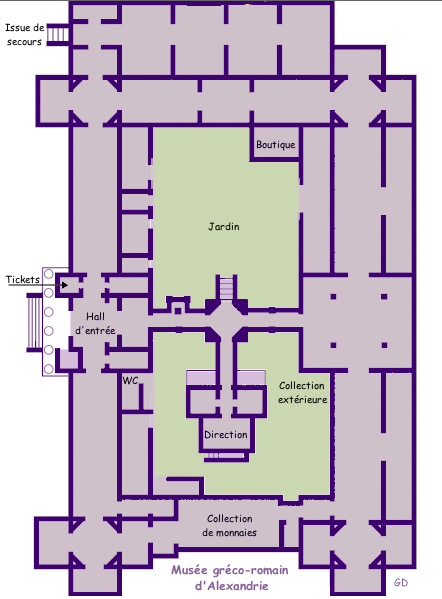
Схематический план музея

Музей был закрыт на реконструкцию в 2005 году.
Музей снова принимает посетителей с 13 октября 2023 года. 11 октября музей посетил премьер-министр Мустафа Мадбули. В церемонии открытия приняли участие министр окружающей среды Ясмин Фуад, министр местного развития Хишам Амна, министр культуры Невин Эль-Келани, министр туризма и древностей Ахмед Исса, губернатор Александрии Мухаммад аш-Шариф, посол Греции Николаос Папагеоргиу и посол Республики Кипр Полли Иоанну.